# Francisco Augusto Flamengo
Francisco Augusto da Silva Flamengo (Setúbal, 7 de fevereiro de 1852 — 8 de fevereiro de 1915) foi um pintor português.

## Formação e atividade
Francisco Augusto Flamengo aprendeu a sua arte com os pintores setubalenses João Elói do Amaral e José Maria Pereira Júnior.
O seu trabalho desenvolveu-se na decoração de igrejas e capelas, nas naturezas mortas onde integra a «cor local», ou seja os produtos do mar e especialmente nos retratos a óleo da burguesia setubalense dos finais do século XIX e início do século XX.
Colaborou, como cenógrafo, em inúmeras peças de teatro de revista representadas em Setúbal.

## Algumas obras

### Em igrejas e capelas
- Abóbada da nave da Igreja Matriz do Cercal (município de Santiago do Cacém) com a representação de Nossa Senhora da Conceição, pintada em 1889;
- Pintura que se encontra a enquadrar uma imagem de Nossa Senhora do Rosário, no topo norte do transepto da Igreja de São Sebastião (Setúbal);
- Pintura de Santo António assinada e datada (1897) no tecto da nave da Capela de Santo António do Postigo em Setúbal;
- Medalhão com a figuração de Nossa Senhora da Conceição, cópia de original de Murillo, na Igreja de Nossa Senhora da Conceição (Beja)
- Pintura no tecto da Igreja da Misericórdia (Alcácer do Sal) representando as três virtudes: (Fé, Esperança e Caridade), datada de 1895
- Ex-voto existente na sacristia da Capela de Troia.
- Ex-voto assinado do Senhor do Bonfim no Tesouro da Paróquia de Santa Maria da Graça e São Julião de Setúbal;

### Retratos a óleo

#### De diversas personalidades
- Ana Carolina Ahrens Correia (s. d.)
- Antónia Herlitz (1894)
- António Alves Pereira da Fonseca (1894)
- Bocage[3]
- José António Januário da Silva (1909)
- Manuel Maria Portela[3]
- Visconde de Montalvo (1906)[4]

#### De benfeitores da Misericórdia de Setúbal e do seu Hospital
- Agostinho Maria Albino (s. d.)
- Agostinho Rodrigues Albino (s. d.)
- António Cândido Pedroso Gamito (s. d.)
- Braz da Cunha Teixeira (s. d.)
- Francisco Eusébio Leão (s. d.)
- Joaquim Brandão (s. d.)
- Joaquim da Costa Novaes (1894)
- José Alves de Andrade Piteira (s. d.)
- José Maria dos Santos (s. d.)
- Manuel Joaquim da Silva Leão (1894)[4][5]

### Outras
- Decoração do Teatro Rainha D. Amélia,[nota 1] em Setúbal, designadamente do seu pano de boca, com João Vaz e Elói do Amaral.[nota 2][1]

## Outras fontes
- Envia, Manuel. Coisas de Setúbal: prosas regionais: 2.ª edição: completamente revista e anotada de novos factos populares e descritivos de homens e episódios da segunda metade do Século XIX. Setúbal, edição do autor, 1947.
- Grande Enciclopédia Portuguesa e Brasileira.
- Pamplona, Fernando de. Dicionário de pintores e escultores portugueses ou que trabalharam em Portugal. 2.ª ed. actualizada, Porto, Livraria Civilização Editora, 1987.